# Fotbollsgalan 2012
Fotbollsgalan 2012 hölls i Globen i Stockholm måndagen den 12 november 2012 och var den 18:e fotbollsgalan sedan premiäråret 1995. Nomineringarna till priserna presenterades den 19 oktober 2012. Direktsändande TV-bolag var TV4 medan Sveriges Radio P4 stod för radiosändningarna.
Programledare var Anna Brolin och Pär Lernström.
Tina Lovesan (tidigare Nordlund) höll ett tal där hon hyllade utvecklingen inom damfotbollen, sedan hon vid Fotbollsgalan i november år 2000 kritiserat medierna för att ha givit damfotbollen för lite uppmärksamhet.

## Priser
| Pris                           | Nominerade | Vinnare                                                                                   |
| ------------------------------ | --- | ----------------------------------------------------------------------------------------- |
| Årets tränare, herrar          | Jan Andersson, IFK Norrköping Peter Gerhardsson, BK Häcken Roar Hansen, Östers IF Jörgen Lennartsson, IF Elfsborg                                                       | Jörgen Lennartsson, IF Elfsborg                                                           |
| Årets tränare, dam             | Elisabet Gunnarsdóttir, Kristianstads DFF Peter Moberg, LdB FC Malmö Thomas Mårtensson och Ulf Palmquist, Vittsjö GIK Torbjörn Nilsson, Kopparbergs/Göteborg FC         | Thomas Mårtensson och Ulf Palmquist, Vittsjö GIK                                          |
| Årets nykomling (herr)         | Viktor Claesson, IF Elfsborg Oscar Lewicki, BK Häcken Robin Quaison, AIK Loret Sadiku, Helsingborgs IF                                                                  | Oscar Lewicki, BK Häcken                                                                  |
| Årets genombrott (dam)         | Amanda Ilestedt, LdB FC Malmö Lina Hurtig, Umeå IK Jennie Nordin, AIK Elin Rubensson, LdB FC Malmö                                                                      | Elin Rubensson, LdB FC Malmö                                                              |
| Årets forward, herr            | Johan Elmander, Galatasaray SK Zlatan Ibrahimović, AC Milan/Paris Saint-Germain FC Waris Majeed, BK Häcken Mathias Ranégie, Malmö FF/Udinese Calcio                     | Zlatan Ibrahimović, AC Milan/Paris Saint-Germain                                          |
| Årets forward, dam             | Ramona Bachmann, LdB FC Malmö Anja Mittag, LdB FC Malmö Christen Press, Kopparbergs/Göteborg Lotta Schelin, Olympique Lyonnais                                          | Anja Mittag, LdB FC Malmö                                                                 |
| Årets mittfältare, herr        | Rasmus Elm, CSKA Moskva Martin Ericsson, BK Häcken Kim Källström, Olympique Lyonnais/Spartak Moskva Anders Svensson, IF Elfsborg                                        | Kim Källström, Olympique Lyonnais/Spartak Moskva                                          |
| Årets mittfältare, dam         | Anita Asante, Kopparbergs/Göteborg Verónica Boquete, Tyresö FF Caroline Seger, Tyresö FF Marta, Tyresö FF                                                               | Verónica Boquete, Tyresö FF                                                               |
| Årets back, herr               | Kari Arkivuo, BK Häcken Pontus Jansson, Malmö FF Jonas Olsson, West Bromwich Albion Olof Mellberg, Olympiakos/Villarreal                                                | Olof Mellberg, Olympiacos CFP/Villarreal CF                                               |
| Årets back, dam                | Emma Berglund, Umeå IK Line Röddik Hansen, Tyresö FF Linda Sembrant, Tyresö FF Sara Thunebro, 1.FFC Frankfurt                                                           | Emma Berglund, Umeå IK                                                                    |
| Årets målvakt, herr            | Johan Dahlin, Malmö FF Pär Hansson, Helsingborgs IF Andreas Isaksson, PSV Eindhoven/Kasimpasa SK Johan Wiland, FC Köpenhamn                                             | Andreas Isaksson, PSV Eindhoven/Kasimpasa SK                                              |
| Årets målvakt, dam             | Gudbjörg Gunnarsdóttir, Djurgårdens IF DFF Kristin Hammarström, Kopparbergs/Göteborg Thóra Helgadóttir, LdB FC Malmö Hedvig Lindahl, Kristianstads DFF                  | Thóra Helgadóttir, LdB FC Malmö                                                           |
| Årets allsvenska spelare, herr | Martin Ericsson, BK Häcken Pontus Jansson, Malmö FF Waris Majeed, BK Häcken Anders Svensson, IF Elfsborg                                                                | Waris Majeed, BK Häcken                                                                   |
| Årets allsvenska spelare, dam  | Ramona Bachmann, LdB FC Malmö Verónica Boquete, Tyresö FF Anja Mittag, LdB FC Malmö Marta, Tyresö FF                                                                    | Anja Mittag, LdB FC Malmö                                                                 |
| Fotbollskanalens hederspris    | | Fredrik Ljungberg                                                                         |
| Årets domare                   | – | Pernilla Larsson, Trollhättan Jonas Eriksson, Sigtuna                                     |
| Årets skyttekung               | – | Waris Majeed, BK Häcken (23 mål)                                                          |
| Årets skyttedrottning          | – | Anja Mittag, LdB FC Malmö (21 mål)                                                        |
| Fair Play                      | – | Gefle IF (Allsvenskan) Kopparbergs/Göteborg FC (Damallsvenskan) Halmstads BK (Superettan) |
| Årets Mål                      | Alexander Milosevic, AIK, mot Gif Sundsvall Zlatan Ibrahimović, Sverige, mot Frankrike Kennedy Bakircioglu, Hammarby, mot Brage Jere Uronen, Helsingborg, mot Kalmar FF | Zlatan Ibrahimović, Sverige, mot Frankrike                                                |
| Diamantbollen                  | – | Lotta Schelin, Olympique Lyonnaise                                                        |
| Guldbollen                     | – | Zlatan Ibrahimović, AC Milan/Paris Saint-Germain                                          |

## Jury

### Herrjury
- Erik Hamrén, SvFF
- Håkan Ericson, SvFF
- Stefan Lundin, SEF
- Gert Persson, SFS
- Kalle Flygar, SFT
- Ralf Edström, Sveriges Radio
- Olof Lundh, TV4
- Jens Fjellström, C More
- Ola Wenström, Viasat

### Damjury
- Thomas Dennerby, SvFF
- Ann-Helén Grahm, SvFF
- Lilie Persson, SvFF
- Calle Barrling, SvFF
- Per Darnell, EFD
- Anette Börjesson, Sveriges Radio
- Daniel Kristiansson, TV4
- Malin Swedberg, TV4
- En Perlskog, krönikör svenskfotboll.se

## Artister
- Icona Pop
- Agnes Carlsson
- Moneybrother

### Fotnoter
1. ↑  ”Nomineringar till Fotbollsgalan 2012”. Svenska Fotbollförbundet. 19 oktober 2012. Arkiverad från originalet den 28 augusti 2021. https://web.archive.org/web/20210828224351/https://fogis.se/visa-pa-svenskfotbollse/arkiv/tidigare/svensk-fotboll/2012/10/nomineringar-till-fotbollsgalan-2012/. Läst 11 november 2012.
2. ↑  Fotbollsgalan på Svensk mediedatabas
3. ↑  Fotbollsgalan på Svensk mediedatabas
4. ↑  Pär Andersson (24 oktober 2012). ”De blir programledare för Fotbollsgalan” (på svenska). Expressen. https://www.expressen.se/sport/fotboll/de-blir-programledare-for-fotbollsgalan/. Läst 29 augusti 2021.
5. ↑  Petra Thorén (13 november 2012). ”Tina Nordlund: Det har varit en enorm utveckling” (på svenska). Sportbladet. https://www.aftonbladet.se/sportbladet/a/gPp3vL/tina-nordlund-det-har-varit-en-enorm-utveckling. Läst 29 augusti 2021.
6. ↑  ”Fem snackisar från Fotbollsgalan” (på svenska). SVT Sport. 11 november 2019. https://www.svt.se/sport/fotboll/fem-snackisar-fran-fotbollsgalan. Läst 29 augusti 2021.
7. ↑  ”Här är finalisterna i Årets mål”. Fotbollskanalen. https://www.fotbollskanalen.se/allsvenskan/har-ar-finalisterna-i-arets-mal/. Läst 11 november 2012.